# Ферсман, Евгений Александрович
Евгений Александрович Ферсман (1855—1937) — военный деятель Российской империи, начальник Александровского военного училища, начальник 40-й пехотной дивизии, генерал от инфантерии.

## Биография
Родился 4 марта 1855 года в дворянской семье лютеранского вероисповедания — сын генерал-лейтенанта Александра Фёдоровича Ферсмана.
Образование получил в Санкт-Петербургской 6-й гимназии, сразу по окончании которой 10 октября 1875 года поступил на военную службу вольноопределяющимся в лейб-гвардии Преображенский полк. В 1877 году сдал офицерский экзамен при 2-м военном Константиновском училище и был произведён в прапорщики в свой полк (25 июня 1877 года).
В том же году принял участие в Русско-турецкой войне 1877—1878 годов, был произведён в подпоручики (30 августа 1877 года) и награждён орденом Святой Анны 4-й степени с надписью «За храбрость». Продолжая по окончании войны службу в лейб-гвардии Преображенском полку, он был произведён в поручики (28 марта 1882 года) и поступил в Николаевскую академию Генерального штаба, которую успешно окончил в 1884 году. Произведён в штабс-капитаны гвардии (25 марта 1884 года), затем переименован в капитаны Генерального штаба (с тем же старшинством).
8 ноября 1884 года назначен помощником старшего адъютанта штаба Одесского военного округа, с 16 декабря 1887 года являлся обер-офицером для поручений, а с 26 февраля 1888 года — исправляющим должность штаб-офицера для поручений при том же штабе; 24 апреля 1888 года произведён в подполковники с утверждением в должности. С 16 февраля 1890 года по 27 января 1896 года состоял для поручений при командующем войсками Одесского военного округа и 5 апреля 1892 года был произведён в полковники.
С 27 января 1896 года по 29 мая 1898 года занимал должность начальника штаба 13-й пехотной дивизии, а затем был назначен начальником Одесского пехотного юнкерского училища, пробыв в этой должности пять лет. 6 апреля 1903 года он получил чин генерал-майора и в том же году, 22 августа, был перемещён на пост директора 3-го Московского кадетского корпуса. С 5 июля 1905 года по 18 ноября 1908 года являлся начальником Александровского военного училища; 6 декабря 1907 года был произведён в генерал-лейтенанты.
С 18 ноября 1908 года состоял начальником 40-й пехотной дивизии, — с оставлением в списках Александровского военного училища и Генерального штаба.
Незадолго до начала Первой мировой войны, 13 мая 1914 года он был произведён в генералы от инфантерии с увольнением от службы с мундиром и пенсией и поселился в Санкт-Петербурге — в 1917 году проживал по адресу: Кронверкский, 65-а.

## Семья
Был женат на Марии Эдуардовне Кесслер (28 июня 1855 — 10 сентября 1908), дочери участника Кавказских войн, генерал-лейтенанта Эдуарда Фёдоровича Кесслера и сестре метеоролога и химика, профессора Александра Эдуардовича Кесслера. От этого брака Ферсман имел двух детей: дочь Веру и сына Александра — геохимика и минералога, организатора и популяризатора науки, академика и вице-президента Академии Наук СССР.

## Награды
За свою службу Ферсман был награждён многими орденами, в их числе:
- Орден Святой Анны 4-й степени (1877 год)
- Орден Святого Станислава 3-й степени (1877 год)
- Орден Святой Анны 3-й степени (1890 год)
- Орден Святого Станислава 2-й степени (1895 год)
- Орден Святой Анны 2-й степени (1900 год)
- Орден Святого Владимира 3-й степени (1906 год)
- Орден Святого Станислава 1-й степени (1910 год)
- Орден Святой Анны 1-й степени (6 декабря 1913 года)